# Флавиньи-сюр-Мозель
Флавиньи́-сюр-Мозе́ль (фр. Flavigny-sur-Moselle) — коммуна во французском департаменте Мёрт и Мозель, региона Лотарингия. Относится к  кантону Сен-Николя-де-Пор.

## География

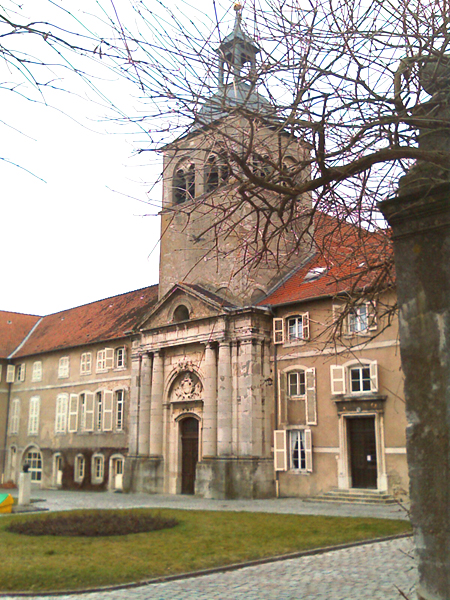
Приорат во Флавиньи-сюр-Мозель.

Флавиньи-сюр-Мозель расположен в 14 км к югу от Нанси. Соседние коммуны: Меревиль и Ришармениль на северо-западе.

## Демография
Население коммуны на 2010 год составляло 1746 человек.
| 1962 | 1968 | 1975 | 1982 | 1990 | 1999 | 2010 |
| ---- | ---- | ---- | ---- | ---- | ---- | ---- |
| 1057 | 1235 | 1338 | 1526 | 1609 | 1639 | 1746 |

## Достопримечательности
- Приорат бенедиктинцев во Флавиньи-сюр-Мозель (X век).